# Sesjat
Sesjat was een godin uit het Oude Egypte die vooral verwant was met het schrift, als archivaris was ze ook de godin van de wiskunde en de koninklijke archieven. Vanwege haar rol in de wijsheid werd ze soms gekoppeld met de wijsheidsgod Thoth. Haar naam betekent 'schrijfster', van 'sesj' = schrijven, met een vrouwelijke uitgang. Een bijnaam voor haar was 'Heerseres van de plattegronden en schriften'.

## Voorstelling
Ze wordt weergegeven als een jonge vrouw met een rozet met zeven takken en een omgekeerde boog erover. Soms draagt ze ook een luipaardvel (de Egyptenaren zagen in het patroon van een luipaardenvel de sterren, een symbool van eeuwigheid, maar het was ook kenmerkend attribuut voor een priesteres). Haar verdere attributen waren een griffel en een schrijfpalet of palmstrook in de hand.

## Mythe
Tijdens Sed-festival of "Heb sed" ("Feest van de staart"), speelde Sesjat een belangrijke rol. Dit feest was een viering om een nieuwe fase in een regering van een farao aan te duiden, indien hij zijn vruchtbaarheid en fitheid kon bewijzen.
Wanneer een farao 30 jaar op de troon zat, werd dit eerste 'jubileum' gevierd; daarna na elke 3 jaar opnieuw. De vroegste festivals betekenden waarschijnlijk een rituele moord op de farao, wanneer hij te oud geacht werd om te regeren. Later betekenden zij een vernieuwing van de kracht van de heersende farao.
Sesjat was ook degene die de geschiedenis bijhield en als godin van de rekenkunst stond ze de architecten bij in het bepalen van de plattegrond van nieuwe tempels.